# Telekino

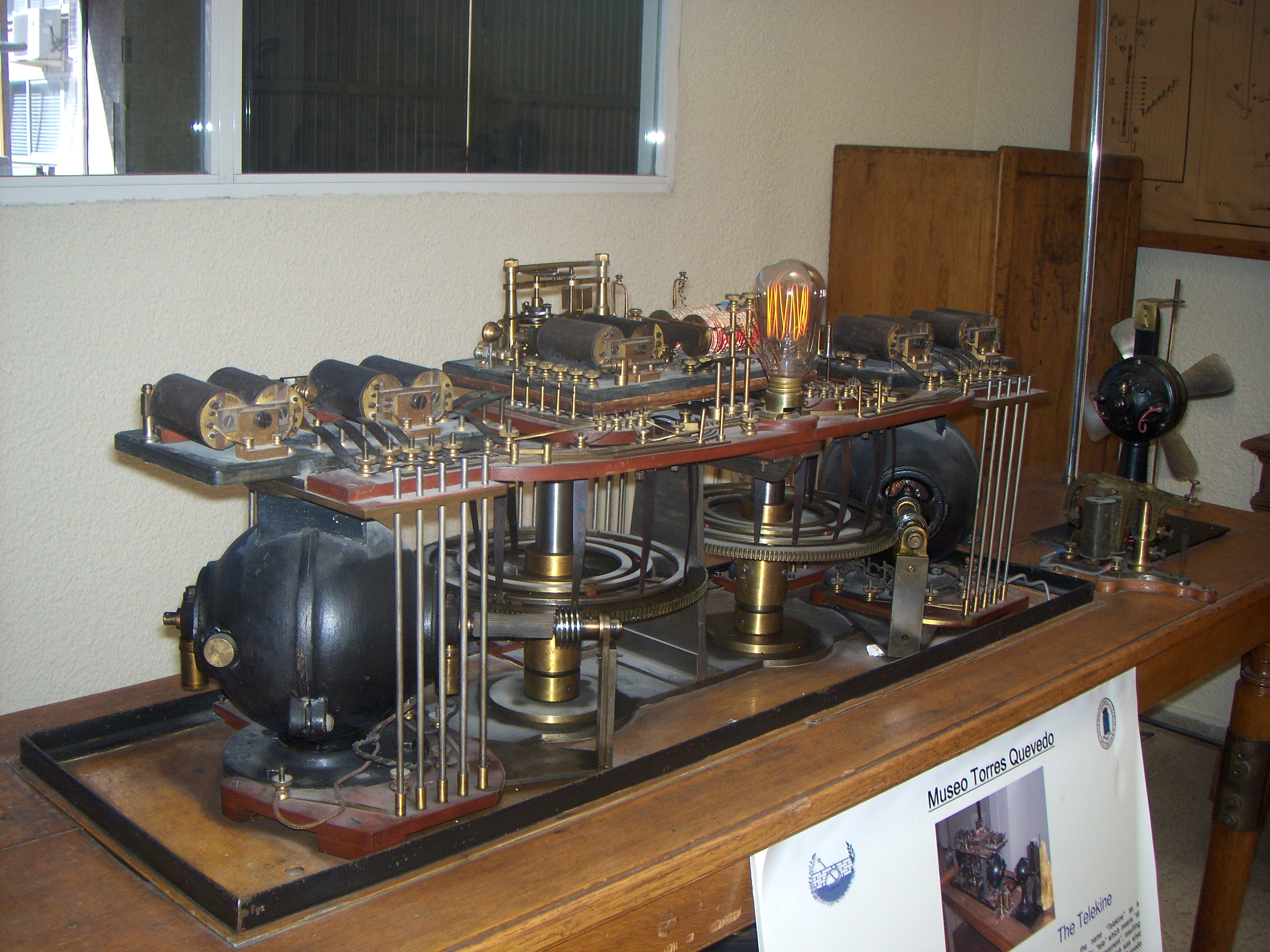
Telekino receptor

El telekino (del griego tele: ‘a distancia’, y kino: ‘movimiento’) fue un invento del ingeniero español Leonardo Torres Quevedo (1852-1936).

Consistía en un autómata que ejecutaba órdenes transmitidas mediante ondas hertzianas. Fue un aparato pionero en el campo del control a distancia. Con el Telekino, Torres Quevedo estableció los principios de operación del moderno sistema de control remoto inalámbrico.

## Historia
En 1903 Torres Quevedo presentó el telekino en la Academia de Ciencias de París, acompañado de una memoria y haciendo una demostración experimental. En ese mismo año obtuvo la patente en Francia, España, Gran Bretaña y Estados Unidos.
El 7 de noviembre de 1905, realizó el primer experimento del telekino con éxito en  Bilbao, desde la terraza del Club Marítimo del Abra, y con la asistencia del presidente de la Diputación y otras autoridades.
A principios del año 1906, realizó varias pruebas, tanto en Madrid como en el puerto de Bilbao. El 25 de septiembre de dicho año, en presencia del rey Alfonso XIII y ante una gran multitud, hizo una demostración del telekino en el puerto de Bilbao, maniobrando un bote a distancia.
Finalmente intentaría aplicar el telekino para la industria militar, en proyectiles y torpedos, pero tuvo que abandonar el proyecto por falta de financiación.

## Reconocimiento
En el año 2007, el telekino fue reconocido por la IEEE como «milestone», un ‘hito’ para la historia de la ingeniería a escala mundial. El trabajo de investigación sobre el telekino y la propuesta para su reconocimiento por la IEEE fue obra de Antonio Pérez Yuste, profesor de la Universidad Politécnica de Madrid.
En el Museo Torres-Quevedo, ubicado en la Escuela Técnica Superior de Ingenieros de Caminos, Canales y Puertos de la Universidad Politécnica de Madrid, aún se conserva uno de los prototipos del telekino.